# Sassnitz-Klasse
Die Boote der Sassnitz-Klasse wurden in der DDR als Projekt 151, NATO-Bezeichnung Balcom-10-Klasse, entwickelt. Es waren die ersten Verdränger-Schnellboote, die nach eigenem Entwurf von der Peene-Werft in Wolgast gefertigt wurden. Die Volksmarine bezeichnete sie als Kleine Raketenschiffe. Sie sollten die Boote der Osa-Klasse ablösen und waren auch für den Export in die damalige UdSSR und andere Bündnispartner vorgesehen. Die polnische Marine stellte drei Schiffe unter der Bezeichnung Orkan-Klasse in Dienst.

## Geschichte
Von diesem Schnellboottyp wurden vier Stück von der Volksmarine in Auftrag gegeben. Drei davon waren in Dienst gestellt, das vierte noch im Bau, als die DDR aufgelöst wurde. Formell gingen die Boote damit in den Bestand der Deutschen Marine über, die aber nur eines – das Typboot Sassnitz – weiter betrieb. Die Sassnitz wurde zunächst dem Küstenwachgeschwader des Marinekommandos Rostock unterstellt und 1993 nach einem Umbau zusammen mit einem anderen Boot – der einstigen Ostseebad Binz und nunmehrigen BG 23 Bad Düben bzw. BP 23 Bad Düben – als BG-22 Neustrelitz vom BGS und später der Bundespolizei übernommen.
In der Nacht vom 8. auf den 9. Oktober 2010 rettete die Neustrelitz zusammen mit der Fähre Deutschland alle 249 Passagiere und Besatzungsmitglieder der nahe Fehmarn in Brand geratenen litauischen Fähre Lisco Gloria.
Drei weitere Einheiten des Typs wurden nach der deutschen Wiedervereinigung für die polnische Marine gebaut und von dieser unter der Bezeichnung Orkan-Klasse in Dienst gestellt. Die drei Boote wurden teilausgerüstet ausgeliefert und dann nach westlichem Standard nachgerüstet. Ihre Hauptwaffe stellt nun der schwedische Seezielflugkörper RBS15 dar.

## Technische Beschreibung

### Rumpf und Antrieb
Die Boote haben einen Stahlrumpf mit einer Länge von 48,9 m, einer Breite von 8,65 m und einem Tiefgang von 2,15 m. Sie haben eine Konstruktionsverdrängung von 348 t, die ausgerüstet auf 369 t steigt.
Angetrieben werden die Boote über drei Propeller von drei Dieselmotoren sowjetischer Bauart. Dabei handelt es sich um 56-Zylinder-Reihensternmotoren M 520 mit einer Leistung von jeweils 3970 kW. Damit erreichen die Boote eine Höchstgeschwindigkeit von 37 kn.

### Bewaffnung
Die Hauptwaffe stellen zwei Raketenbehälter FG 1520 sowjetischer Bauart für jeweils vier Seezielflugkörper vom Typ SS-N-25 Switchblade dar. Als Besonderheit sind die Halterungen so ausgelegt, dass entleerte Behälter problemlos abgeworfen und ausgetauscht werden können. Die später an Polen abgegebenen Schiffe werden dagegen mit RBS15-Raketen ausgerüstet.
Zusätzlich ist im Bug der Boote ein Mehrzweckgeschütz AK-176 (Kaliber 76 mm) aufgestellt und auf den Decksaufbauten im Heck eine sechsläufige 30-mm-AK-630-Gatlingkanone zur Nahbereichs-Luftzielbekämpfung.
Zum Eigenschutz waren Täuschkörperwerfer installiert.

### Sensorik
Die Boote besaßen drei Radaranlagen: ein Navigationsradar, ein Radar zur Überwachung von Luftraum und Seeoberfläche und ein Radar zur Zielerfassung.

## Boote
Für die NVA gefertigt:

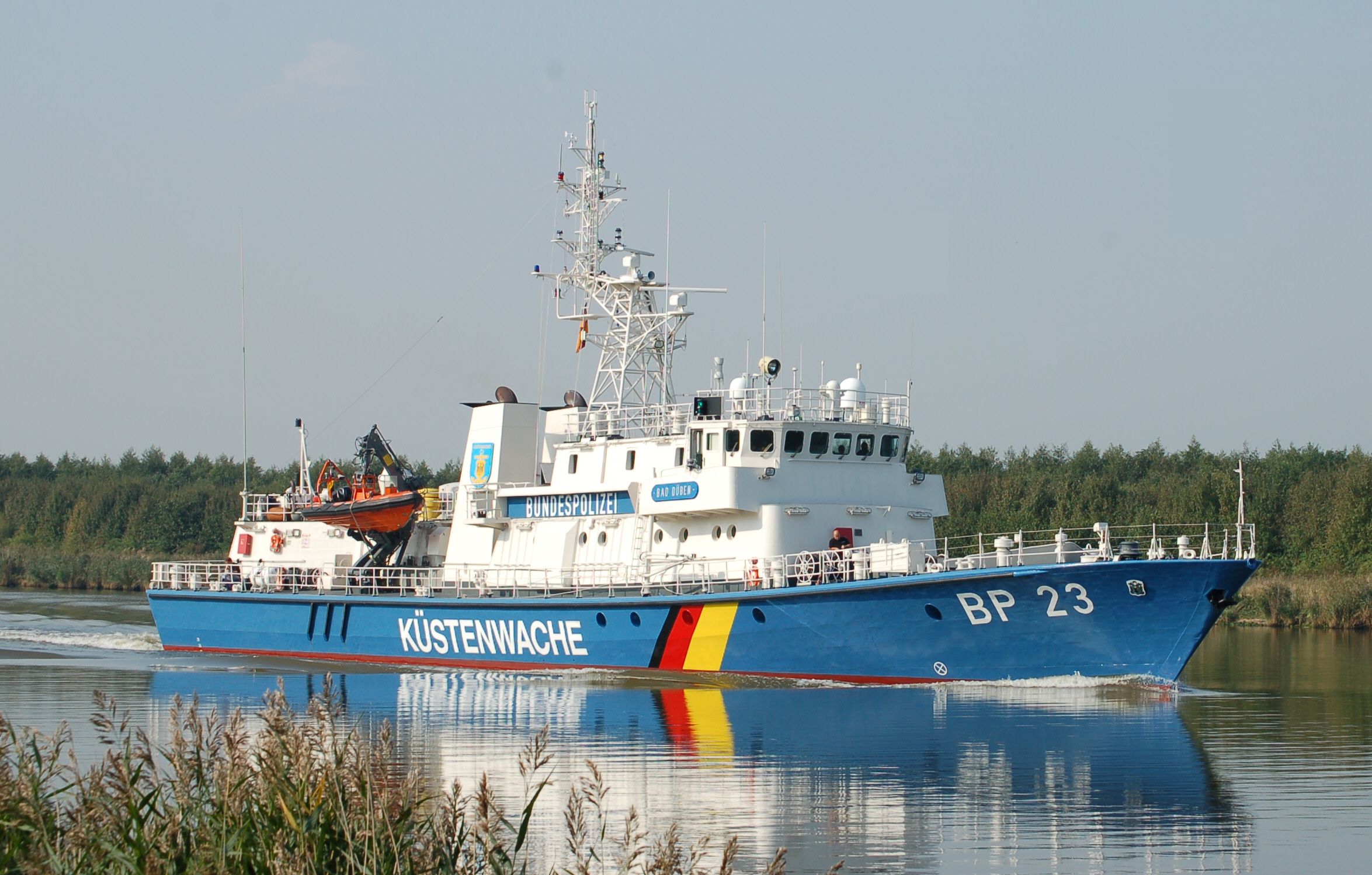
Die Bad Düben (ex NVA Ostseebad Binz) im Dienst bei der Bundespolizei.

- Bau-Nr. 151.0 – Sassnitz,[3] später BG-22 Neustrelitz bzw. BP 22 Neustrelitz im Februar 2018 zur Verschrottung nach Frederikshavn (Dänemark) verkauft.[4][5]
- Bau-Nr. 151.1 – Ostseebad Sellin, verschrottet.[6]
- Bau-Nr. 151.2 – Ostseebad Binz,[7] später BG-23 Bad Düben bzw. BP 23 Bad Düben im Februar 2018 zur Verschrottung nach Frederikshavn (Dänemark) verkauft.
- Bau-Nr. 151.3 – nicht fertiggestellt, liegt in der Bauwerft

Für die polnische Marine gefertigt (Orkan-Klasse):
- ORP Orkan (421)
- ORP Piorun (422)
- ORP Grom (423)